# Gymnastik vid olympiska sommarspelen 2020

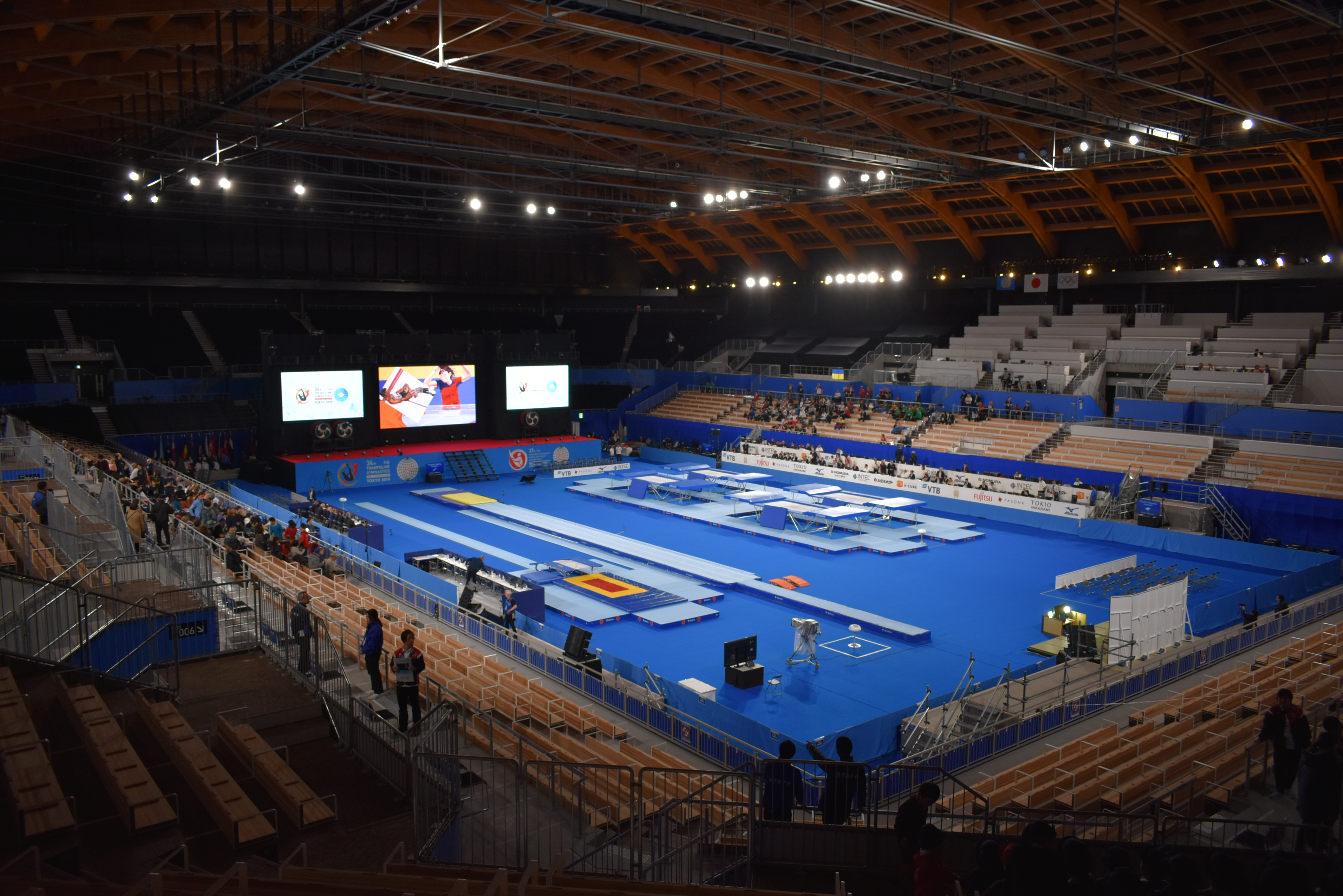

Gymnastik vid olympiska sommarspelen 2020 arrangerades mellan 24 juli och 8 augusti 2021 i Ariake Gymnastics Centre i Tokyo i Japan. Totalt 18 grenar i disciplinerna artistisk gymnastik, rytmisk gymnastik och trampolin fanns på programmet som varit likadant sedan OS 2000.
Tävlingarna skulle ursprungligen ha hållits mellan 25 juli och 9 augusti 2020 men de blev på grund av Covid-19-pandemin uppskjutna.

## Medaljsammanfattning
Artistisk gymnastik
| Damer                            | Guld                                                                      | Silver                                               | Brons                                                           |
| Individuell mångkamp Detaljer... | Sunisa Lee USA                                                            | Rebeca Andrade Brasilien                             | Angelina Melnikova ROC                                          |
| Lagmångkamp Detaljer...          | ROC                                                                       | USA                                                  | Storbritannien                                                  |
| Lagmångkamp Detaljer...          | Lilija Achaimova Viktoria Listunova Angelina Melnikova Vladislava Urazova | Simone Biles Jordan Chiles Sunisa Lee Grace McCallum | Jennifer Gadirova Jessica Gadirova Alice Kinsella Amelie Morgan |
| Barr Detaljer...                 | Nina Derwael Belgien                                                      | Anastasija Iljankova ROC                             | Sunisa Lee USA                                                  |
| Bom Detaljer...                  | Guan Chenchen Kina                                                        | Tang Xijing Kina                                     | Simone Biles USA                                                |
| Fristående Detaljer...           | Jade Carey USA                                                            | Vanessa Ferrari Italien                              | Angelina Melnikova ROC                                          |
| Fristående Detaljer...           | Jade Carey USA                                                            | Vanessa Ferrari Italien                              | Mai Murakami Japan                                              |
| Hopp Detaljer...                 | Rebeca Andrade Brasilien                                                  | Mykayla Skinner USA                                  | Yeo Seo-jeong Sydkorea                                          |

| Herrar                           | Guld                                                            | Silver                                                      | Brons                                         |
| Individuell mångkamp Detaljer... | Daiki Hashimoto Japan                                           | Xiao Ruoteng Kina                                           | Nikita Nagornyj ROC                           |
| Lagmångkamp Detaljer...          | ROC                                                             | Japan                                                       | Kina                                          |
| Lagmångkamp Detaljer...          | Denis Abljazin David Beljavskij Artur Dalalojan Nikita Nagornyj | Daiki Hashimoto Kazuma Kaya Takeru Kitazono Wataru Tanigawa | Lin Chaopan Sun Wei Xiao Ruoteng Zou Jingyuan |
| Barr Detaljer...                 | Zou Jingyuan Kina                                               | Lukas Dauser Tyskland                                       | Ferhat Arıcan Turkiet                         |
| Bygelhäst Detaljer...            | Max Whitlock Storbritannien                                     | Lee Chih-kai Kinesiska Taipei                               | Kazuma Kaya Japan                             |
| Fristående Detaljer...           | Artem Dolgopyat Israel                                          | Rayderley Zapata Spanien                                    | Xiao Ruoteng Kina                             |
| Hopp Detaljer...                 | Shin Jea-hwan Sydkorea                                          | Denis Abljazin ROC                                          | Artur Davtjan Armenien                        |
| Ringar Detaljer...               | Liu Yang Kina                                                   | You Hao Kina                                                | Eleftherios Petrounias Grekland               |
| Räck Detaljer...                 | Daiki Hashimoto Japan                                           | Tin Srbić Kroatien                                          | Nikita Nagornyj ROC                           |

Rytmisk gymnastik
| Damer                            | Guld                                                                            | Silver                                                                                          | Brons                                                                                  |
| Individuell mångkamp Detaljer... | Linoy Ashram Israel                                                             | Dina Averina ROC                                                                                | Alina Harnasko Belarus                                                                 |
| Truppmångkamp Detaljer...        | Bulgarien                                                                       | ROC                                                                                             | Italien                                                                                |
| Truppmångkamp Detaljer...        | Simona Djankova Stefani Kirjakova Madlen Radukanova Laura Traets Erika Zafirova | Anastasija Bliznjuk Anastasija Maksimova Angelina Sjkatova Anastasija Tatareva Alisa Tisjtjenko | Martina Centofanti Agnese Duranti Alessia Maurelli Daniela Mogurean Martina Santandrea |

Trampolin
| Gren                            | Guld                     | Silver            | Brons                      |
| Damernas trampolin Detaljer...  | Zhu Xueying Kina         | Liu Lingling Kina | Bryony Page Storbritannien |
| Herrarnas trampolin Detaljer... | Ivan Litvinovitj Belarus | Dong Dong Kina    | Dylan Schmidt Nya Zeeland  |

Denna tabell: visa • redigera

## Medaljtabell
| Pl.    | Nation           | Guld | Silver | Brons | Totalt |
| ------ | ---------------- | ---- | ------ | ----- | ------ |
| 1      | Kina             | 4    | 5      | 2     | 11     |
| 2      | ROC              | 2    | 4      | 4     | 10     |
| 3      | USA              | 2    | 2      | 2     | 6      |
| 4      | Japan            | 2    | 1      | 2     | 5      |
| 5      | Israel           | 2    | 0      | 0     | 2      |
| 6      | Brasilien        | 1    | 1      | 0     | 2      |
| 7      | Storbritannien   | 1    | 0      | 2     | 3      |
| 8      | Belarus          | 1    | 0      | 1     | 2      |
| 8      | Sydkorea         | 1    | 0      | 1     | 2      |
| 10     | Belgien          | 1    | 0      | 0     | 1      |
| 10     | Bulgarien        | 1    | 0      | 0     | 1      |
| 12     | Italien          | 0    | 1      | 1     | 2      |
| 13     | Kinesiska Taipei | 0    | 1      | 0     | 1      |
| 13     | Kroatien         | 0    | 1      | 0     | 1      |
| 13     | Spanien          | 0    | 1      | 0     | 1      |
| 13     | Tyskland         | 0    | 1      | 0     | 1      |
| 17     | Armenien         | 0    | 0      | 1     | 1      |
| 17     | Grekland         | 0    | 0      | 1     | 1      |
| 17     | Nya Zeeland      | 0    | 0      | 1     | 1      |
| 17     | Turkiet          | 0    | 0      | 1     | 1      |
| Totalt | Totalt           | 18   | 18     | 19    | 55     |

### Fotnoter
1. ↑  (16 juni 2021). Artistic Gymnastics Competition Schedule. Arkiverad 4 juli 2021 hämtat från the Wayback Machine. olympics.com. Läst 24 juni 2021.
2. ↑  (16 juni 2021). Rhythmic Gymnastics Competition Schedule. Arkiverad 4 juli 2021 hämtat från the Wayback Machine. olympics.com. Läst 24 juni 2021.
3. ↑  (16 juni 2021). Trampoline Gymnastics Competition Schedule. Arkiverad 4 juli 2021 hämtat från the Wayback Machine. olympics.com. Läst 24 juni 2021.
4. ↑  Gymnastics. tokyo2020.org. Läst 11 oktober 2019.
5. ↑  (Program från 31 juli 2019). Olympic Competition Schedule. tokyo2020.org. Läst 7 oktober 2019.
6. ↑  (30 mars 2020). IOC, IPC, Tokyo 2020 Organising Committee and Tokyo Metropolitan Government announce new dates for the Olympic and Paralympic Games Tokyo 2020. IOK. Läst 24 juni 2021.
7. ↑  (29 juli 2021). Artistic Gymnastics – Women's All-Around – Final. olympics.com. Läst 29 juli 2021.
8. ↑  (27 juli 2021). Artistic Gymnastics – Women's Team – Final. olympics.com. Läst 27 juli 2021.
9. ↑  (1 augusti 2021). Artistic Gymnastics – Women's Uneven Bars – Final. olympics.com. Läst 1 augusti 2021.
10. ↑  (3 augusti 2021). Artistic Gymnastics – Women's Balance Beam – Final. olympics.com. Läst 3 augusti 2021.
11. ↑  (2 augusti 2021). Artistic Gymnastics – Women's Floor Exercise – Final. olympics.com. Läst 2 augusti 2021.
12. ↑  (1 augusti 2021). Artistic Gymnastics – Women's Vault – Final. olympics.com. Läst 1 augusti 2021.
13. ↑  (28 juli 2021). Artistic Gymnastics – Men's All-Around – Final. olympics.com. Läst 28 juli 2021.
14. ↑  (26 juli 2021). Artistic Gymnastics – Men's Team – Final. olympics.com. Läst 26 juli 2021.
15. ↑  (3 augusti 2021). Artistic Gymnastics – Men's Parallel Bars – Final. olympics.com. Läst 3 augusti 2021.
16. ↑  (1 augusti 2021). Artistic Gymnastics – Men's Pommel Horse – Final. olympics.com. Läst 1 augusti 2021.
17. ↑  (1 augusti 2021). Artistic Gymnastics – Men's Floor Exercise – Final. olympics.com. Läst 1 augusti 2021.
18. ↑  (2 augusti 2021). Artistic Gymnastics – Men's Vault – Final. olympics.com. Läst 2 augusti 2021.
19. ↑  (2 augusti 2021). Artistic Gymnastics – Men's Rings – Final. olympics.com. Läst 2 augusti 2021.
20. ↑  (3 augusti 2021). Artistic Gymnastics – Men's Horizontal Bar – Final. olympics.com. Läst 3 augusti 2021.
21. 1 2  (8 augusti 2021). Rhythmic Gymnastics – Medallists by Event. olympics.com. Läst 8 augusti 2021.
22. ↑  (30 juli 2021). Trampoline Gymnastics – Women – Final. olympics.com. Läst 30 juli 2021.
23. ↑  (31 juli 2021). Trampoline Gymnastics – Men – Final. olympics.com. Läst 31 juli 2021.